# Annemarie Estor
Annemarie Estor (24 d'abril 1973) és una poetesa i assagista en llengua neerlandesa. Alterna la seva residència entre Anvers (Bèlgica) i Aragó. El 2018 va rebre el premi de poesia Jan Campert per la seva obra Niemandslandnacht (Nit a la terra de ningú.

## Obres destacades
- De oksels van de bok, premi Herman de Coninck 2013[2]
- Niemandslandnacht (2017), premi Jan Campert 2018
- «Weerloos» (Sense defenses, 2010)[3]